# Silas, Alabama
Silas là một thị trấn thuộc quận Choctaw, tiểu bang Alabama, Hoa Kỳ. Dân số năm 2009 là 473 người, mật độ đạt 35 người/km².